# Anna Tomova-Sintovová
Anna Tomova-Sintovová (německy Anna Tomowa-Sintow; narozená jako Anna Tomova; * 22. září 1941 Stara Zagora) je bulharská operní pěvkyně – sopranistka. Je komorní pěvkyní Berlínské státní opery Unter den Linden a Vídeňské státní opery. Anna Tomová-Sintovová vystupovala ve všech hlavních světových operních domech s repertoárem, zahrnujícím díla Mozarta, Rossiniho, Verdiho, Pucciniho, Wagnera a Strausse. Úzce spolupracovala s dirigentem Herbertem von Karajanem od roku 1973 až do jeho smrti v roce 1989.

## Kariéra
Anna Tomova-Sintovová studovala na Státní konzervatoři Pančo Vladigerova v Sofii u Georgi Zlatev-Čerkina a Katjy Spiridonové. Jako závěrečnou zkoušku zpívala roli Taťány v Čajkovského opeře Evžen Oněgin. Následně získala angažmá v operním studiu Oper Leipzig v Lipsku. Zde debutovala v premiéře Guyana Johnny Alana Bushe. Její první velkou operní rolí byla Abigail ve Verdiho opeře Nabucco. Následovalo několik dalších rolí v operách italských a německých autorů, mnohé z nich nastudovala s dirigentem Rolfem Reuterem a ředitelem Paulem Schmitzem, bývalým žákem Richarda Strausse.
V roce 1972 vstoupila do Berlínské státní opery, kde se hned v prvním roce stala „komorní pěvkyní“ sboru. Mezinárodního úspěchu dosáhla v Paříži ve Verdiho Rekviem. Od té doby spolupracovala s nejdůležitějšími dirigenty (jako Karl Böhm, Riccardo Chailly, Herbert von Karajan, Carlos Kleiber, Lorin Maazel, Zubin Mehta, Riccardo Muti a Wolfgang Sawallisch), všemi velkými operami (Bayerische Staatsoper, Lyric Opera of Chicago, Deutsche Oper Berlin, Teatro alla Scala, Metropolitní opera v New Yorku, londýnský Royal Opera House v Covent Garden a Vídeňská opera). Vystupovala také na festivalech, především Salzburger Festspiele a Maggio Musicale Fiorentino). Samostatně spolupracovala 17 let s dirigentem Herbertem von Karajanem. V roce 2001 oslavila 35leté jubileum na operní scéně koncertním provedením Verdiho opery Aida v Národní opeře v Sofii.
Anna Tomova-Sintovová předává své zkušenosti mladé generaci v řadě mistrovských kurzů v různých zemích a je členem poroty na mezinárodních pěveckých soutěžích.
Anna Tomova je vdaná, má jednu dceru.

## Role
- Vincenzo Bellini: Norma (Norma).
- Alexandr Porfirjevič Borodin: Jaroslavna (Kníže Igor)
- Umberto Giordano: Maddalena (Andrea Chénier)
- Erich Wolfgang Korngold: Heliana (Helianin zázrak)
- Pietro Mascagni: Santuzza (Sedlák kavalír)
- Wolfgang Amadeus Mozart: Donna Anna (Don Giovanni), komtesa (Figarova svatba), Fiordiligi (Così fan tutte)
- Giacomo Puccini: Tosca (Tosca), Turandot (Turandot), Madam Butterfly, Manon Lescaut
- Richard Strauss: Maršálka (Růžový kavalír), císařovna (Žena beze stínu), Ariadna (Ariadna na Naxu), Arabella (Arabella), Helena (Egyptská Helena), Madeleine (Capriccio), Salome (Salome)
- Petr Iljič Čajkovskij: Taťána (Evžen Oněgin)
- Giuseppe Verdi: Abigail (Nabucco), Aida (Aida), Desdemona (Othello), Alžběta (Don Carlo), Violetta Valéry (La traviata), Amelia (Maškarní ples), Amelia (Simon Boccanegra), Donna Leonora di Vargas (Síla osudu), Leonora (Trubadúr)
- Richard Wagner: Elisabeth (Tannhäuser), Elsa (Lohengrin), Sieglinde (Valkýra)

Kromě své práce na operních scénách má Anna Tomova-Sintovová také široký repertoár skladeb a rovněž účinkuje ve významných duchovních a symfonických dílech (například Beethovenova devátá) po celém světě.

## Dílo
výběr nahrávek
- Beethoven: 9. Sinfonie, Deutsche Grammophon
- Brahms: Ein Deutsches Requiem, EMI
- Korngold: Das Wunder der Heliane, (role: Heliana), Decca
- Mozart: Le Nozze di Figaro, (role: hraběnka) EMI
- Mozart: Don Giovanni, (role: Donna Anna) Deutsche Grammophon
- Mozart: Die Zauberflöte, (role: 1. dáma) Deutsche Grammophon
- Mozart: Requiem, Deutsche Grammophon
- Puccini: Madama Butterfly, (role: Butterfly) Capriccio
- Puccini: Gianni Schicchi, (role: Lauretta) Eterna
- Strauss: Ariadne auf Naxos, (role: Ariadne) Deutsche Grammophon
- Strauss: Der Rosenkavalier, (role: Marschallin) Deutsche Grammophon
- Strauss: Capriccio, (role: Gräfin) Orfeo
- Strauss: Vier Letzte Lieder, Deutsche Grammophon
- Čajkovskij: Eugen Oněgin, (role: Taťána) Sony
- Verdi: Aida, (role: Aida) Orfeo
- Verdi: Otello, (role: Desdemona) Orfeo
- Verdi: Requiem, Deutsche Grammophon
- Wagner: Lohengrin, (role: Elsa) EMI

- Ein Opernabend mit Anna Tomowa-Sintow, Eterna
- Anna Tomowa-Sintow singt berühmte Opernarien, Orfeo
- L’Art d’Anna Tomowa-Sintow, Forlane

## Ocenění
Anna Tomova-Sintovová získala zlaté medaile na mezinárodních soutěžích v Sofii a Rio de Janeiro a ceny Grammy za Ariadnu (v nahrávce Ariadna z Naxu od vedením Jamese Levina) a Donnu Annu (v nahrávce Don Giovanni pod vedením Herberta von Karajana). Kromě toho získala Orphée d’Or za nahrávku Vier letzte Lieder, opět pod vedením Herberta von Karajana.
V roce 1974 obdržela „Národní cenu NDR“ (Nationalpreis der DDR) III. třídy za umění a literaturu.